# Consiglio regionale dell'Occitania
Il Consiglio regionale dell'Occitania (in francese Conseil régional d'Occitanie) è l'assemblea deliberativa della regione dell'Occitania, la cui sede è sita nella città di Tolosa, ma le assemblee si tengono a Montpellier.

## Storia
Il Consiglio regionale dell'Occitania, istituito dalla legge sulla delimitazione delle regioni, le elezioni regionali e dipartimentali e la modifica del calendario elettorale del 16 gennaio 2015 con effetto dal 1º gennaio 2016, è il risultato della fusione dei consigli regionali di Linguadoca Rossiglione e Midi-Pirenei, che contavano rispettivamente 67 e 91 consiglieri (158 consiglieri regionali in tutto).
Ai sensi dell'articolo 2 della legge del 16 gennaio 2015, il capoluogo provvisorio della nuova regione è Tolosa, è stata nominata con decreto del dicembre 2015. Si tratta di un decreto adottato in Consiglio di Stato il 28 ottobre 2016.